# Therobia umbrinervis
Therobia umbrinervis är en tvåvingeart som först beskrevs av Villeneuve 1925.  Therobia umbrinervis ingår i släktet Therobia och familjen parasitflugor. Inga underarter finns listade i Catalogue of Life.